# Dzeko
Julian Dzeko, även känd som Dzeko, född 3 maj 1992 i Toronto, Ontario, är en kanadensisk DJ och skivproducent. Han är mest känd för att ha varit den ena halvan av DJ-duon Dzeko & Torres tills han inledde en solokarriär 2016.
Dzeko är äldre bror till skådespelerskan Eliana Jones.